# تترای صورتی
تترای صورتی یا تترای رزی (نام علمی: Hyphessobrycon rosaceus) گونه کوچکی از تتراسانان بومی کشورهای آمریکای جنوبی نظیر گویان و برزیل است. تترای صورتی گونه محبوبی در تجارت آکواریوم است.

## ویژگی‌ها
تترای صورتی دارای بدنی به رنگ صورتی-سفید روشن با باله‌های قرمز است. باله پشتی به رنگ سیاه یا سفید و باله دمی به رنگ صورتی-سفید با دو نقطه قرمز بیضی روی آن است. یک خط سیاه کم‌رنگ از بالای کره چشم از طریق مردمک، تا پایین کره چشم کشیده شده است. در تتراهای رزی نیز همانند بسیاری از تتراها، نرها باله‌های پشتی بلندتری نسبت به ماده‌ها دارند.

## پراکندگی
در طبیعت، تترای صورتی در حوضه رودخانه‌های اسکیبو، کورانتین و رود سورینام در آمریکای جنوبی زندگی می‌کند.

## تولیدمثل
تترای رزی ماده در طبیعت می‌تواند روزانه تا ۱۰۰ تخم بگذارد، این کار معمولاً در اوایل صبح و روی گیاهان ریز برگ گذاشته می‌شود.